# Fluidmekanik
Fluidmekanik är en fysikalisk vetenskap som är härledd från klassisk mekanik och studerar både stillastående fluider (fluidstatik) samt fluider i rörelse (strömningsmekanik, strömningslära, fluiddynamik). Dessutom studeras hur fluiden påverkar andra fluider eller solider.